# Pichne
Pichne (em húngaro: Tüskés) é um município da Eslováquia, situado no distrito de Snina, na região de Prešov. Tem 16,93 km² de área e sua população em 2018 foi estimada em 578 habitantes.

## Demografia
| Ano:        | 1994 | 2004   | 2014   | 2024   |
| ----------- | ---- | ------ | ------ | ------ |
| Broj ljudi: | 555  | 554    | 571    | 547    |
| Razlika:    |      | -0,18% | +3,06% | -4,20% |

| Ano:               | 2023 | 2024   |
| ------------------ | ---- | ------ |
| Número de pessoas: | 550  | 547    |
| Diferença:         |      | -0,54% |